# ハプタガイ
ハプタガイ(ロシア語: Хаптагай、サハ語: Хаптаҕай)は、ロシア連邦のサハ共和国、メギノ＝カンガラス地区に位置する村であり、ハプタガイ農村集落の行政の中心でもある。ニジュニー・ベスチャの中心から24km南、レナ川とムィラ川の合流点に位置する。共和国の農業中心地のひとつで、肉牛や乳牛の飼育を主に行っている。

## 人口
| 1004 | 1004 | 999 | 996 | 996 |